# Пештеана Вулкан (Горж)
Пештеана Вулкан (рум. Peșteana Vulcan) насеље је у Румунији у округу Горж у општини Чуперчени. Oпштина се налази на надморској висини од 218 m.

## Становништво
Према подацима из 2002. године у насељу је живело 284 становника, од којих су сви румунске националности.